# Feldzeichen
Feldzeichen sind militärische Abzeichen, die die Zugehörigkeit zu einer Kriegspartei kenntlich machen. In diesem Sinne wurden auch die zeitweise verwendeten Kennzeichnungen der Kämpfer mit aufgenähten Zeichen oder Armbinden als Feldzeichen bezeichnet. Seit dem 19. Jahrhundert wird das Wort jedoch vorzugsweise beschränkt auf militärische Fahnen und Standarten sowie die entsprechenden figurgeschmückten Stangen des Altertums verwendet, die einem ganzen Truppenteil zugeordnet sind. 

## Militärische Nutzung
Feldzeichen dienten auch der Orientierung und der Befehlsgebung im Kampf sowie insbesondere – bis heute – zur Hebung von Korpsgeist und Kampfmoral. Das Feldzeichen ist Symbol der Gemeinschaft, es wohnt dem Gegenstand selbst aber auch ein hoher Wert im moralischen Sinne inne. Dieser setzt sich aus dem der Gemeinschaft und dem eigenständigen, dem Feldzeichen zugeordneten Wert zusammen, das hierzu teilweise auch einem Weihe- oder Heiligungsvorgang unterzogen wird. Dem entspricht die weit gefasste Vorstellung einer dem Feldzeichen zukommenden Ehre, die teilweise über die einer Person hinausgeht und die um jeden Preis zu verteidigen ist.

## Feldzeichen im Römischen Reich
Siehe auch: signum (Rom)

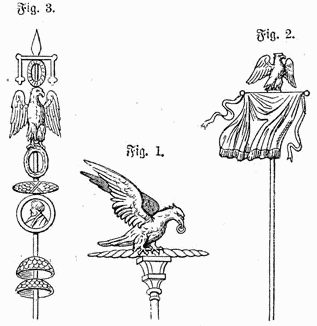
Adler der römischen Legionen

Die römische Armee entwickelte oder übernahm im Laufe der Zeit verschiedene Feldzeichen. Die Legionen der Republik führten jeweils ein Tierzeichen. Dies konnten Eber, Stiere, Wölfe usw. sein. Unter Gaius Marius wurden diese individuellen Feldzeichen abgeschafft. Stattdessen trug jede Legion von nun an die Aquila, den berühmten Adler. Dieser veränderte gelegentlich Form und Haltung.
Der Aquilifer hatte die besondere Ehre, dieses Zeichen zu tragen. Des Weiteren gab es ab der Kaiserzeit den Imaginifer (Träger des Kaiserbildnisses), der die Imago trug. Die Imago selbst war ein plastisches Porträt des Kaisers oder eines Mitglieds seiner Familie.
Auch die kleineren Einheiten, Manipel und Zenturie, besaßen ihre eigenen Zeichen (Signa). Eine hölzerne, oft beschlagene Hand auf einer Stange sollte vermutlich die Hand des Befehlshabenden symbolisieren. Ein Signifer, gekennzeichnet durch ein Wolfsfell, manchmal auch ein Bärenfell, trug und verteidigte es. Ihm zur Seite standen die Antesignani als Leibwächter.
An den Stangen wurden Auszeichnungen der Legion beziehungsweise Zenturie angebracht. In den Lagern wurden sie in eigenen Fahnenheiligtümern untergebracht. Die Kavallerie besaß ihre eigenen Zeichen, die Vexilla. 
Im Laufe der Kaiserzeit übernahmen die Römer auch den Draco. Dies war ein stilisierter Drachenkopf, dessen Ende aus einer Tuchröhre bestand, die im Wind flatterte. Im Kopf selbst wurde eine kleine Düse angebracht, die, wenn der Wind durchfuhr, ein Geräusch verursachte. Ab dem 4. Jahrhundert verdrängt sie fast vollständig die alten Feldzeichen. Getragen wurde sie von einem Draconarius.
Dem römischen Legionsadler nachempfunden war der Aigle de drapeau (Fahnenadler) der französischen Armee Napoleons I., das jedes Regiment der Grande Armée neben seiner Truppenfahne besaß.

## Feldzeichen bei den Türken und Janitscharen
In den Armeen  türkischer Sultane, Paschas und Wesire, sowie in militärischen Janitschareneinheiten diente der Schellenbaum, der auch als Halbmond bezeichnet wurde, als Feldzeichen. Je nach Rang des befehligenden Offiziers war er mit einer unterschiedlichen Anzahl von Pferdeschweifen ausgestattet. Bei Feldlagern stand der Schellenbaum vor dem Kommandozelt. Später benutzten zunächst österreichische und dann auch preußische Militäreinheiten den Schellenbaum, sahen ihn allerdings mehr als Statussymbol und trugen ihn bei Paraden den Musikzügen voran.

## Feldzeichen in der Schweiz
Bei den Eidgenossen bezeichnete das Feldzeichen in Form einer in der Schweiz als Fahne bezeichneten Flagge in der Regel den Standort des Hauptmanns. Ein Verlust dieses Zeichens war für den Unterlegenen eine besondere Schmach, weshalb sie auch bei verlorener Schlacht besonders erbittert verteidigt wurden. Feindliche Feldzeichen waren denn auch eine besonders begehrte Trophäe, die gern im Rathaus der siegreichen Partei aufbewahrt wurde.
In der heutigen Schweizer Armee führen die Truppenkörper (Bataillon/Abteilung) eine Fahne oder eine Standarte. Eine Fahne als Feldzeichen steht den Truppengattungen Infanterie, Genietruppen, Rettungstruppen, Sanitätstruppen, Militärische Sicherheit sowie den Truppen für Einsätze zur Friedensförderung im Ausland (2004 nur die Swisscoy) zu. Alle übrigen Truppenkörper führen eine Standarte als Feldzeichen.

## Feldzeichen im Dritten Reich
Im Dritten Reich wurden ebenfalls Standarten eingesetzt. Diese wurden zu Aufmärschen und Paraden vorgeführt. Bei der Gestaltung der Standarte der NSDAP hat Adolf Hitler selbst mitgewirkt.

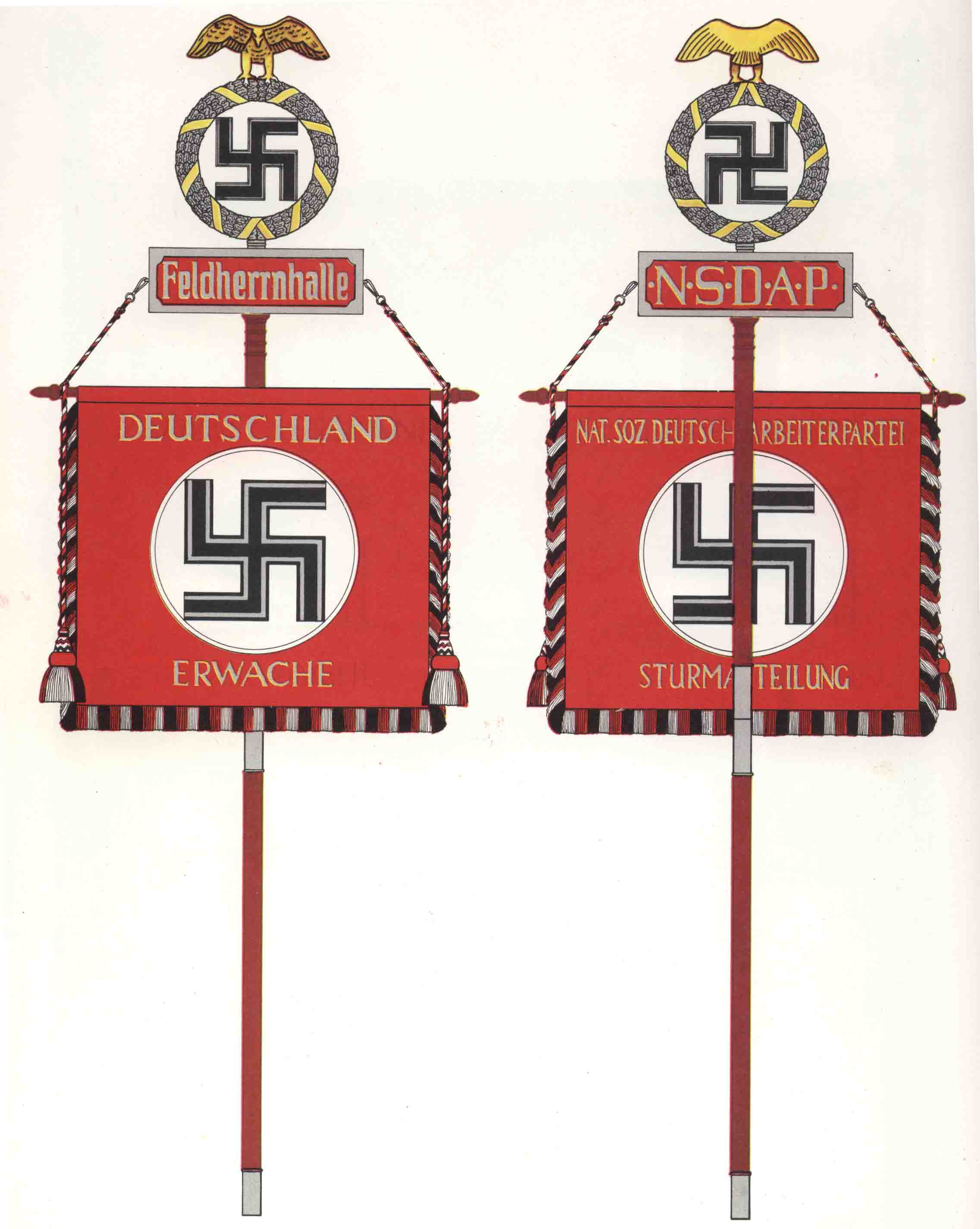
Feldzeichen im Dritten Reich